# Стала Каталана
Стала Каталана (англ. Catalan's constant) — число, що зустрічається в різних застосуваннях математики, зокрема, в комбінаториці. Найчастіше позначається літерою G, рідше — K або C. Може бути визначена як сума нескінченного знакозмінного ряду:
{\displaystyle G=\sum _{n=0}^{\infty }{\frac {(-1)^{n}}{(2n+1)^{2}}}={\frac {1}{1^{2}}}-{\frac {1}{3^{2}}}+{\frac {1}{5^{2}}}-{\frac {1}{7^{2}}}+\cdots }
Її числове значення наближено дорівнює:
G = 0.915 965 594 177 219 015 054 603 514 932 384 110 774 … (послідовність A006752 з Онлайн енциклопедії послідовностей цілих чисел, OEIS)
Невідомо, чи є G раціональним, чи ірраціональним числом.
Сталу Каталана названо на честь бельгійського математика Ежена Шарля Каталана.

## Зв'язок з іншими функціями
Стала Каталана є частковим випадком бета-функції Діріхле:
{\displaystyle G=\beta (2)\;.}
Вона також відповідає частковому значенню функції Клаузена, пов'язаної з уявною частиною дилогарифму
{\displaystyle G=\mathrm {Cl} _{2}(\pi /2)\;=\mathrm {Im} \left(\mathrm {Li} _{2}(e^{\mathrm {i} \pi /2})\right)=\mathrm {Im} \left(\mathrm {Li} _{2}({\mathrm {i} })\right)\;.}
Крім цього, вона пов'язана зі значеннями тригама-функції) дробових аргументів
{\displaystyle \psi _{1}\left({\tfrac {1}{4}}\right)=\pi ^{2}+8G\;,}
{\displaystyle \psi _{1}\left({\tfrac {3}{4}}\right)=\pi ^{2}-8G\;,}
так що
{\displaystyle G={\tfrac {1}{16}}\left[\psi _{1}\left({\tfrac {1}{4}}\right)-\psi _{1}\left({\tfrac {3}{4}}\right)\right]\;.}
Симон Плуфф відшукав нескінченну множину тотожностей між тригама-функцією {\displaystyle \psi _{1}}, {\displaystyle \pi ^{2}} і сталою Каталана G.
Сталу Каталана також можна виразити через часткові значення G-функції Барнса і гамма-функції:
{\displaystyle G=4\pi \ln \left({\frac {G({\tfrac {3}{8}})G({\tfrac {7}{8}})}{G({\tfrac {1}{8}})G({\tfrac {5}{8}})}}\right)+4\pi \ln \left({\frac {\Gamma ({\tfrac {3}{8}})}{\Gamma ({\tfrac {1}{8}})}}\right)+{\frac {\pi }{2}}\ln \left({\frac {1+{\sqrt {2}}}{2\,(2-{\sqrt {2}})}}\right).}

## Інтегральні подання
Нижче наведено деякі інтегральні подання сталої Каталана G через інтеграли від елементарних функцій:
{\displaystyle G=-\int _{0}^{1}{\frac {\ln t}{1+t^{2}}}\,dt\;,}
{\displaystyle G=\int _{0}^{1}\int _{0}^{1}{\frac {1}{1+x^{2}y^{2}}}\,dx\,dy\;,}
{\displaystyle G={\tfrac {1}{2}}\int _{0}^{\pi /2}{\frac {t}{\sin t}}\,dt\;,}
{\displaystyle G=\int _{0}^{1}{\frac {\arctan x}{x}}\,dx\;,}
{\displaystyle G={\tfrac {1}{2}}\int _{0}^{\infty }{\frac {x}{\cosh x}}\,dx\;.}
Вона також може бути подана через інтеграл від повного еліптичного інтеграла першого роду K(x),
{\displaystyle G={\tfrac {1}{2}}\int _{0}^{1}\mathrm {K} (x)\,dx\;.}

## Швидко збіжні ряди
Наведені формули містять швидко збіжні ряди, і їх зручно використовувати для чисельних розрахунків:
{\displaystyle G={\frac {\pi }{8}}\ln({\sqrt {3}}+2)+{\tfrac {3}{8}}\sum _{n=0}^{\infty }{\frac {(n!)^{2}}{(2n)!(2n+1)^{2}}}.}
і
Теоретичне обґрунтування використання рядів такого типу дали Срініваса Рамануджан для першої формули і Девід Бродгерст (David J. Broadhurst) для другої формули. Алгоритми швидкого обчислення сталої Каталана побудувала К. А. Карацуба.

## Ланцюгові дроби
Ланцюговий дріб сталої Каталана (послідовність A014538 з Онлайн енциклопедії послідовностей цілих чисел, OEIS) має такий вигляд:
{\displaystyle G=[0;1,10,1,8,1,88,4,1,1,7,22,1,2,3,26,1,11,1,10,1,9,3,1,1,1,1,1,1,\dots ]=}
{\displaystyle =0+{\cfrac {1}{1+{\cfrac {1}{10+{\cfrac {1}{1+{\cfrac {1}{8+\ldots }}}}}}}}\;}
Відомі такі узагальнені ланцюгові дроби для сталої Каталана:
{\displaystyle 2G=2-{\cfrac {1}{3+{\cfrac {2^{2}}{1+{\cfrac {2^{2}}{3+{\cfrac {4^{2}}{1+{\cfrac {4^{2}}{3+{\cfrac {6^{2}}{1+{\cfrac {6^{2}}{3+{\cfrac {\dots }{\dots +{\cfrac {4n^{2}}{1+{\cfrac {4n^{2}}{3+\dots }}}}}}}}}}}}}}}}}}}}}
{\displaystyle 2G=1+{\cfrac {1}{{\cfrac {1}{2}}+{\cfrac {1^{2}}{{\cfrac {1}{2}}+{\cfrac {1\cdot 2}{{\cfrac {1}{2}}+{\cfrac {2^{2}}{{\cfrac {1}{2}}+{\cfrac {2\cdot 3}{{\cfrac {1}{2}}+{\cfrac {3^{2}}{{\cfrac {1}{2}}+{\cfrac {\dots }{\dots +{\cfrac {n^{2}}{{\cfrac {1}{2}}+{\cfrac {n\cdot (n+1)}{{\cfrac {1}{2}}+\dots }}}}}}}}}}}}}}}}}}}

## Обчислення десяткових цифр
Число відомих значущих цифр сталої Каталана G значно зросло за останні десятиліття, завдяки як збільшенню комп'ютерних потужностей, так і поліпшенню алгоритмів.
| Дата             | Число значущих цифр | Автори обчислення                                                |
| ---------------- | ------------------- | ---------------------------------------------------------------- |
| 1865             | 14                  | Ежен Шарль Каталан                                               |
| 1877             | 20                  | Джеймс Вітбред Лі Глейшер                                        |
| 1913             | 32                  | Джеймс Вітбред Лі Глейшер                                        |
| 1990             | 20,000              | Грег Фі (Greg J. Fee)                                            |
| 1996             | 50,000              | Грег Фі                                                          |
| 1996, 14 серпня  | 100,000             | Грег Фі і Симон Плуфф                                            |
| 1996, 29 вересня | 300,000             | Томас Папаніколау (Thomas Papanikolaou)                          |
| 1996             | 1,500,000           | Томас Папаніколау                                                |
| 1997             | 3,379,957           | Патрік Демішель (Patrick Demichel)                               |
| 1998, 4 січня    | 12,500,000          | Ксав'єр Гурдон (Xavier Gourdon)                                  |
| 2001             | 100,000,500         | Ксав'єр Гурдон і Паскаль Себа (Pascal Sebah)                     |
| 2002             | 201,000,000         | Ксав'єр Гурдон і Паскаль Себа                                    |
| 2006, жовтень    | 5,000,000,000       | Шиґеру Кондо (Shigeru Kondo) і Стів Пальяруло (Steve Pagliarulo) |
| 2008, серпень    | 10,000,000,000      | Шиґеру Кондо і Стів Пальяруло                                    |
| 2009, 31 січня   | 15,510,000,000      | Александер Йї (Alexander J. Yee) і Реймонд Чен (Raymond Chan)    |
| 2009, 16 квітня  | 31,026,000,000      | Александер Йї і Реймонд Чен                                      |